# Турдакен
Турдакен (турдукен, индеуткур, жаркое «Три птицы») (англ. Turducken) — блюдо из мяса птицы, жаркое. Название образовано слиянием слов «индейка» (англ. turkey), «утка» (англ. duck) и «цыпленок» (англ. chicken). Представляет собой целые тушки птиц, вложенные одна в другую, наподобие матрёшки. В Англии вместо индейки используют гуся (англ. goose) и называют «гудакен» (англ. Gooducken).
Турдакен является примером блюда, приготовленного способом энгастрации, или фарширования одного животного другим животным целиком.

## История
Происхождение турдакена доподлинно не известно. Утверждают, что блюдо стало популярным благодаря признанному мастеру каджунской кухни шеф-повару Полю Прюдому (1940—2015). Однако задолго до появления блюда в США готовили и продавали баллотин — начинённую мясным фаршем курицу без костей. Блюда из птицы, приготовленной способом энгастрации, готовили и в древности.
В труде «Альманах гурманов», вышедшем в 1807 году, гастроном Гримо де ля Реньер описал блюдо rôti sans pareil («несравненное жаркое»), в котором в дрофу последовательно укладывались индейка, гусь, фазан, утка, курица, цесарка, чирок, вальдшнеп, куропатка, зуёк, чибис, перепёлка, дрозд, жаворонок, овсянка и славка. Реньер утверждал, что такое блюдо готовили в Древнем Риме.
Ещё один вариант блюда приписывают французскому дипломату и гурману Талейран-Перигору. В 1891 году в газете описан рецепт перепелов а-ля Талейран: начинённых трюфелями перепелов укладывали внутрь куропатки, маринованной в шампанском, куропатку упаковывали в курицу, а её в индейку. В таком виде блюдо жарили, и уже на столе из недр доставали фаршированного трюфелями перепела — его-то и полагалось есть.
Турдакен пользуется особенным спросом в южной части США в преддверии Дня благодарения, когда производство и продажи полуфабрикатов, в том числе замороженных, исчисляются тысячами.

## Приготовление
Целые тушки курицы, утки и индейки аккуратно освобождают от костей, приправляют солью и перцем. Тушку курицы укладывают внутрь тушки утки, а утку — в тушку индейки. Внутреннюю часть курицы и другие свободные полости, образовавшиеся при вкладывании птиц одна в другую, заполняют фаршем из панировочных сухарей со специями, мясным или колбасным фаршем. Иногда для каждой птицы применяют свою начинку. Затем индейку аккуратно зашивают, формируют, при необходимости обвязывают шпагатом и готовят любым способом: тушат, запекают в духовке, жарят на гриле или барбекю. За время приготовления суховатое мясо курицы и индейки пропитывается утиным жиром и обретает нежность. Птицу подают горячей или холодной, нарезав ломтями, так что каждому едоку достаётся по кусочку мяса каждой птицы и начинка.
В Великобритании производители мясных деликатесов продают турдакен под названием «жаркое „три птицы“» или «королевское жаркое» (англ. royal roast). Жаркое «Пять птиц», состоящее из гуся, индейки, цыплёнка, фазана и голубя, фаршированного колбасой, в 1989 году предложили в качестве современной альтернативы традиционному йоркширскому рождественскому пирогу. В 1990 году в продаже появился ещё один вариант блюда — из утки, курицы и голубя с фаршем из яблок и шафрана.